# Chapelle Saint-Philibert de Lanvern
Pour les articles homonymes, voir Saint-Philibert.
La Chapelle de Lanvern, aussi appelée Chapelle Saint-Philibert, est située dans la commune de Plonéour-Lanvern dans le département du Finistère, en Bretagne.

## Histoire
Elle est construite au XIe siècle et dédiée à saint Philibert ; c'est l'église d'un prieuré dépendant de l'abbaye de Landévennec.
En représailles à la révolte des Bonnets rouges, en 1675, le clocher de la chapelle est l'un de ceux décapités sous ordre de Louis XIV et du duc de Chaulnes, gouverneur de Bretagne.
En 1793, la chapelle est vendue pour 615 livres à Jean Corentin Daniélou.[réf. nécessaire]
La toiture s'est effondrée peu après la Seconde Guerre mondiale (elle était déjà en très mauvais état vers 1930), les municipalités successives n'ayant rien fait pour sauvegarder l'édifice ; le site a été débroussaillé par une troupe de scouts et une chape de ciment coulée sur le faîte des murs pour éviter les infiltrations d'eau en 1967-1968. Les statues, sauf celle de saint Guénolé (à Landévennec), ont été déposées au presbytère et à l'église paroissiale, ainsi que le retable du maître-autel. La chapelle a fait l'objet d'une restauration remarquable depuis 1985, retrouvant notamment un toit et des vitraux.

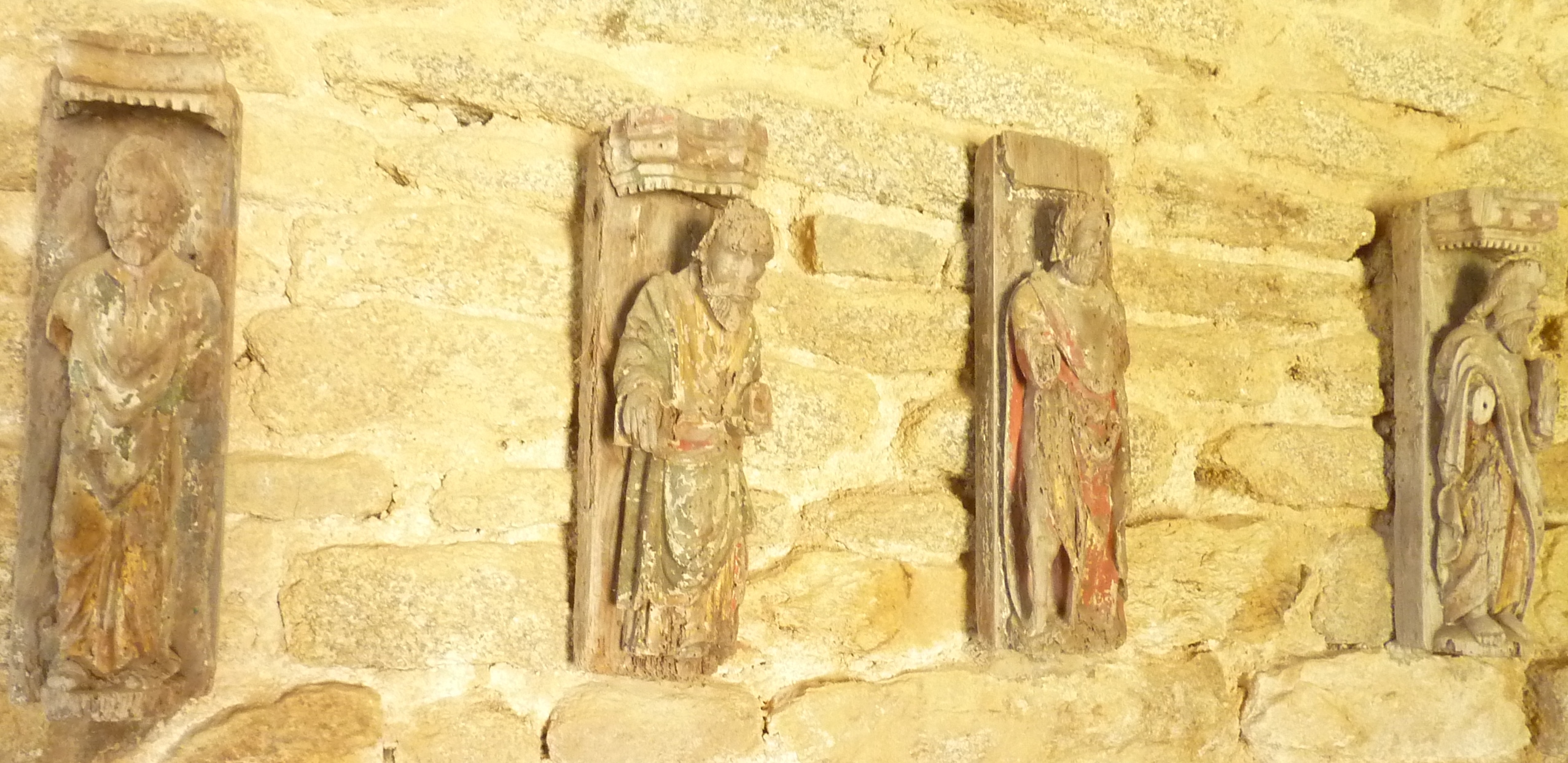
Languivoa : maison du chapelain, 4 des statues d'apôtres du retable du maître-autel de la chapelle Saint-Philibert de Lanvern 1.
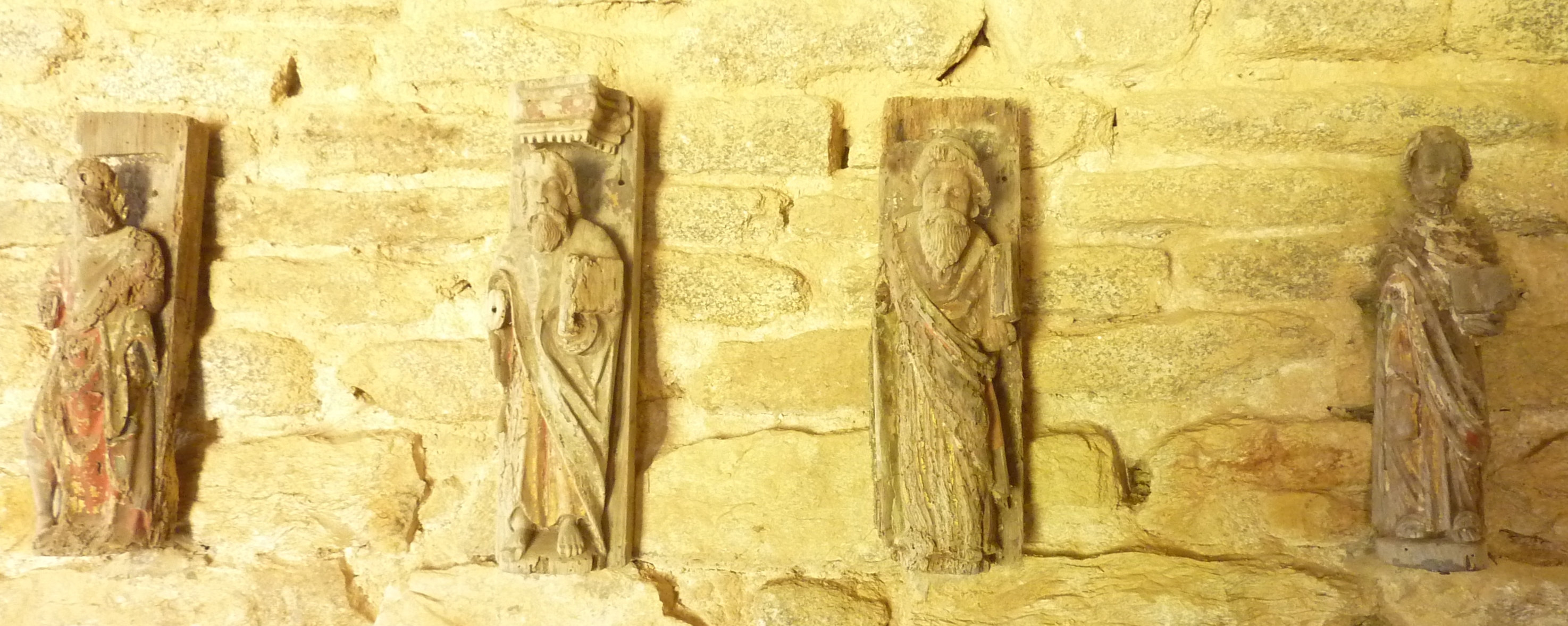
Languivoa : maison du chapelain, 4 des statues d'apôtres du retable du maître-autel de la chapelle Saint-Philibert de Lanvern 2.
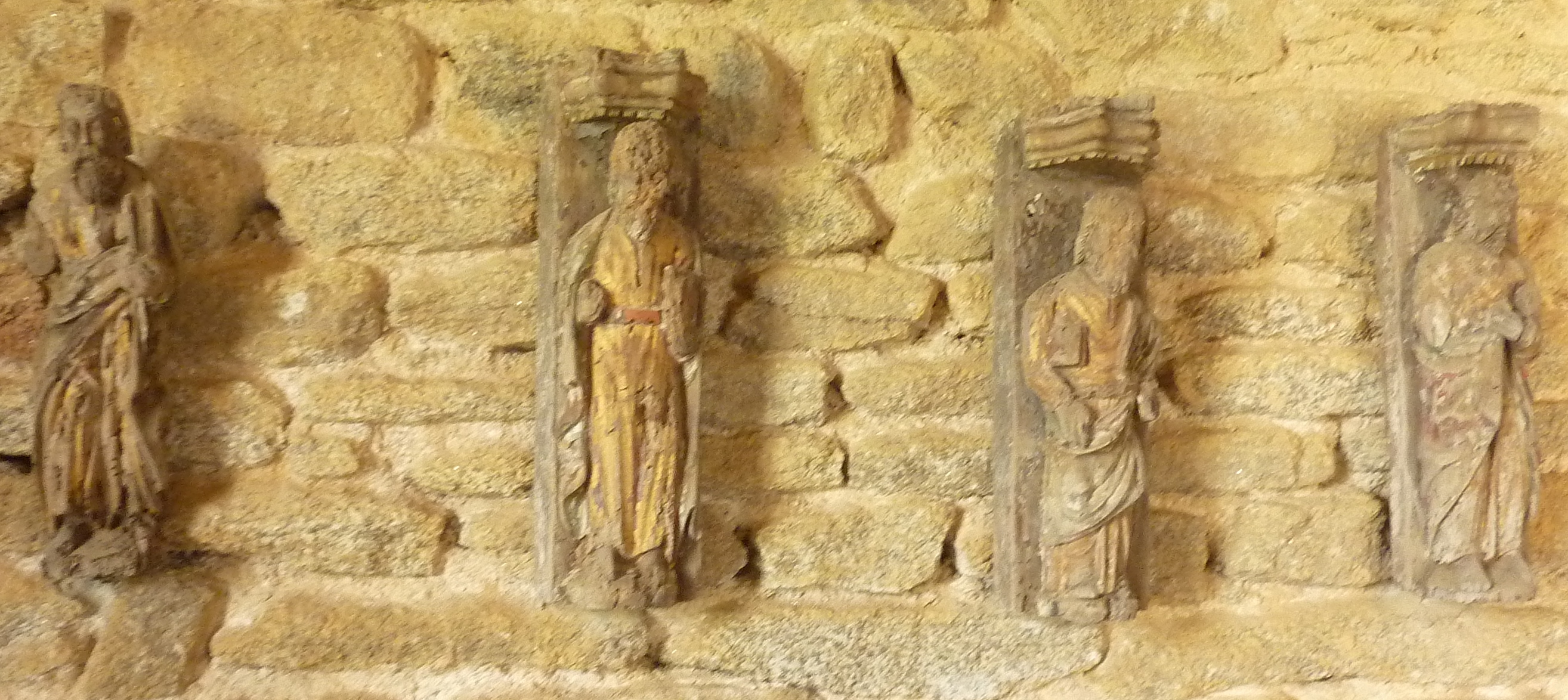
Languivoa : maison du chapelain, 4 des statues d'apôtres du retable du maître-autel de la chapelle Saint-Philibert de Lanvern 3.

Cette chapelle fait l’objet d’une inscription au titre des monuments historiques depuis le 4 février 1926.
En 2011, un nouveau toit en ardoise est réalisé.

## Galerie photos

Avant les travaux de 2011-2012.
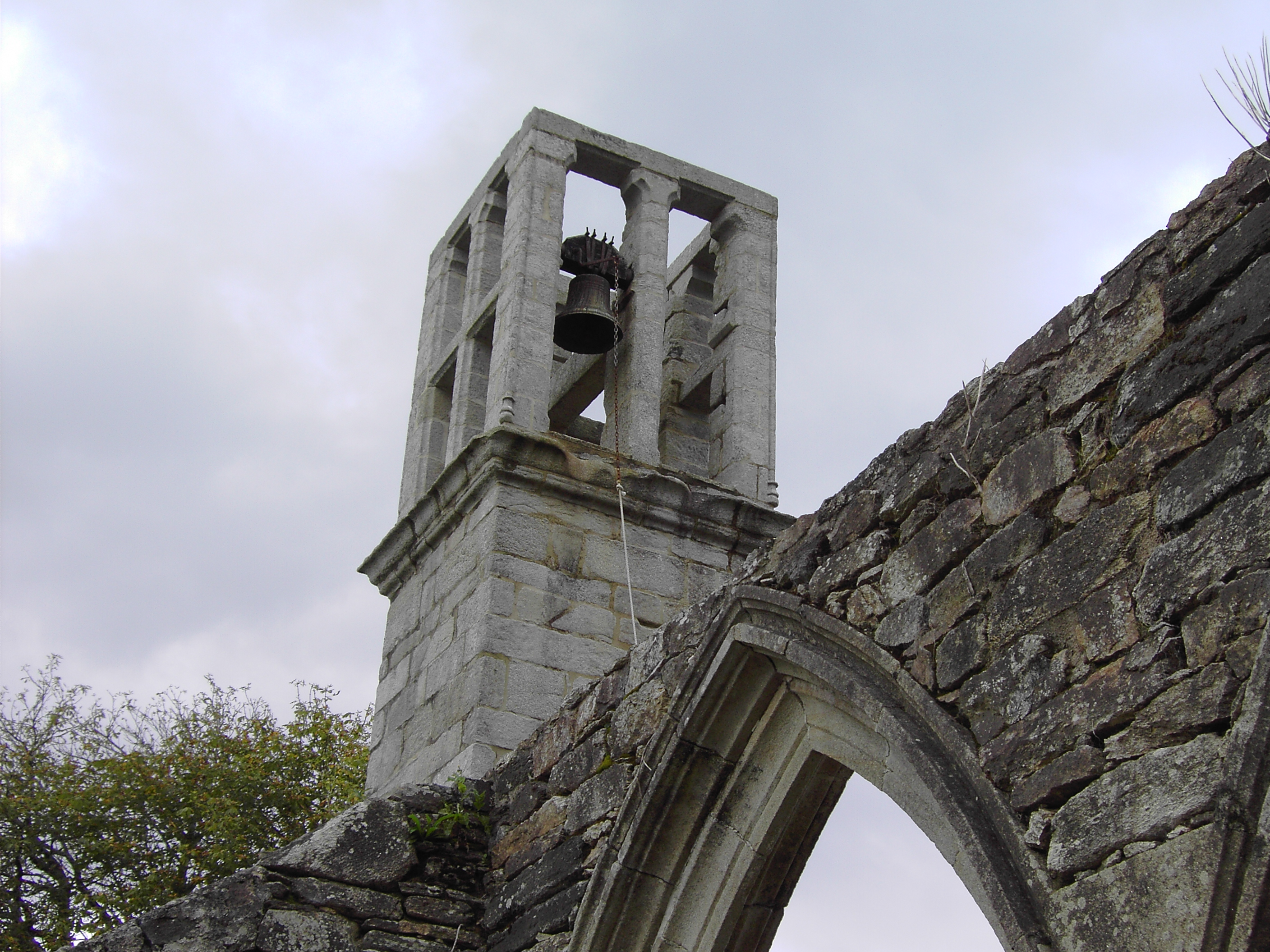
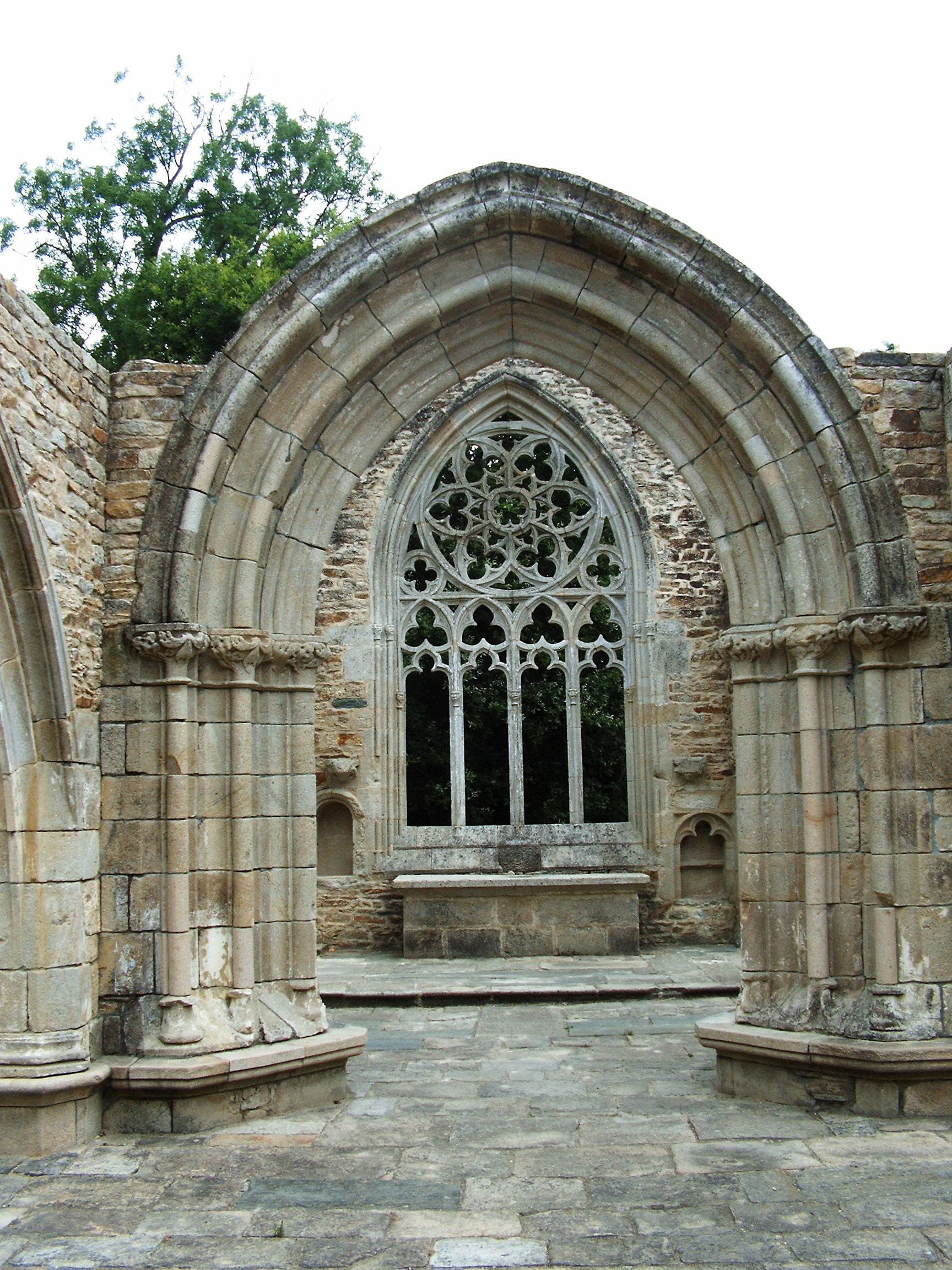
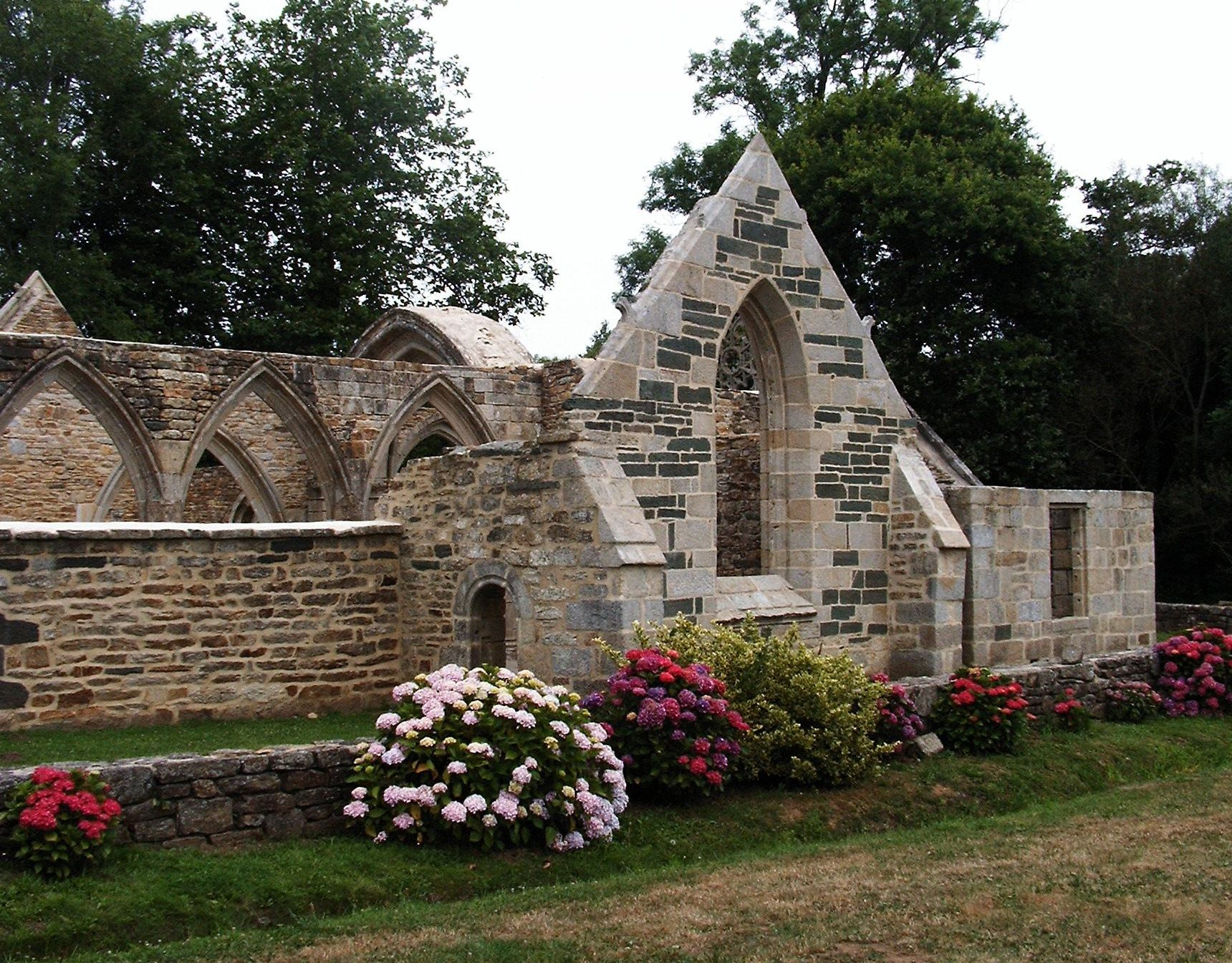
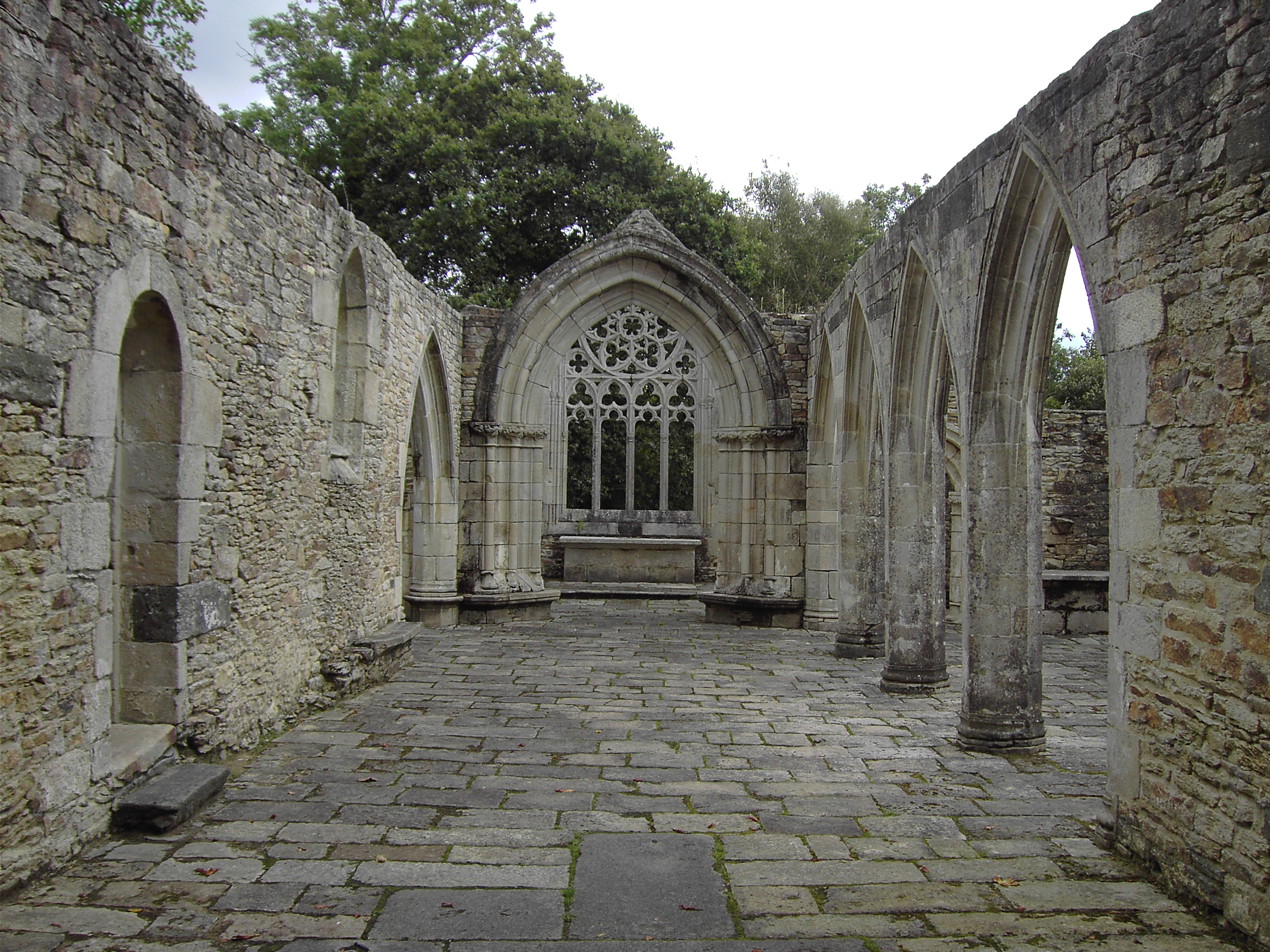